# IC 4366
IC 4366 ist eine Balken-Spiralgalaxie vom Hubble-Typ SBc im Sternbild Zentaur am Südsternhimmel. Sie ist rund 201 Millionen Lichtjahre von der Milchstraße entfernt.
Das Objekt wurde im Jahr 1899 von dem US-amerikanischen Astronomen DeLisle Stewart entdeckt.